# 鋸錐齒龍屬
锯锥齿龍屬（學名：Priconodon，意为“锯子似的圆锥形牙齿”）是結節龍科下的一屬恐龍，其化石只有很大的牙齒。牠的骨骸是在美國馬里蘭州喬治王子縣的阿倫德爾地層發現，年代為下白堊紀的阿普第階至阿爾布階。

## 歷史
在1888年，奧塞內爾·查利斯·馬什（Othniel Charles Marsh）將編號USNM 2135的標本命名為锯锥齿龍，這是一顆從波多馬克組發現、已磨損的大型牙齒。由於當時對甲龍亞目所知甚少，馬什將它與Diracodon的牙齒（後來證實是劍龍）來比較。在1978年Walter P. Coombs將牠納入結節龍科之前，牠都未曾被認為是屬於甲龍亞目的。
由於只有牙齒，锯锥齿龍並不引起太大的注意。在1998年，肯尼思·卡彭特（Kenneth Carpenter）及詹姆士·柯克蘭（James Kirkland）在重新評估北美洲的下白堊紀的甲龍亞目時，暫時認為孔牙龍是種異常大型的結節龍科，比所有已描述的還要大。卡彭特於2001年維持锯锥齿龍是結節龍科的有效屬，但卻不將牠納入其親緣分支分類法中。在2004年，Vickaryous等人在評估裝甲恐龍時，則認為锯锥齿龍是可疑名稱，但沒有論述。但是在此之後，West及Tibert進行了锯锥齿龍的形態度量學分析，發現牠是一個獨立的屬。

## 化石材料
肯尼思·卡彭特及詹姆士·柯克蘭列出了12顆在同一地區發現的額外牙齒，作為正模標本的牙齒，並暫時加入了一個粗壯的脛骨（編號USNM 9154）於孔牙龍中。他們對於阿倫德爾地層沒有發現此種恐龍的鱗甲，感到非常奇怪，卻指也注意到在此地層中很少發現化石。

## 古生物學
作為結節龍科的一員，锯锥齿龍可能是行動緩慢、有裝甲的四足草食性恐龍。牠有可能是大型的結節龍科，但由唯一的化石只有牙齒，其體型的估計仍未進行。